# Сусанабад (Коміджан)
Сусанабад (перс. سوسن اباد) — село в Ірані, у дегестані Есфандан, в Центральному бахші, шахрестані Коміджан остану Марказі. За даними перепису 2006 року, його населення становило 56 осіб, що проживали у складі 16 сімей.

## Клімат
Середня річна температура становить 11,62°C, середня максимальна – 31,30°C, а середня мінімальна – -11,48°C. Середня річна кількість опадів – 268 мм.
| Клімат поселення                              | Клімат поселення | Клімат поселення | Клімат поселення | Клімат поселення | Клімат поселення | Клімат поселення | Клімат поселення | Клімат поселення | Клімат поселення | Клімат поселення | Клімат поселення | Клімат поселення | Клімат поселення |
| Показник                                      | Січ.             | Лют.             | Бер.             | Квіт.            | Трав.            | Черв.            | Лип.             | Серп.            | Вер.             | Жовт.            | Лист.            | Груд.            |                  |
| Середній максимум, °C                         | 6,97             | 8,98             | 13,85            | 19,39            | 23,71            | 30,54            | 31,30            | 30,57            | 25,72            | 20,10            | 12,96            | 7,16             |                  |
| Середня температура, °C                       | −2,26            | −0,23            | 4,64             | 10,16            | 14,48            | 21,32            | 25,23            | 24,50            | 19,65            | 14,04            | 6,89             | 1,10             |                  |
| Середній мінімум, °C                          | −11,48           | −9,47            | −4,59            | 0,94             | 5,25             | 12,08            | 19,16            | 18,43            | 13,59            | 7,96             | 0,83             | −4,97            |                  |
| Норма опадів, мм                              | 39               | 35               | 47               | 37               | 34               | 6                | 1                | 1                | 0                | 8                | 23               | 37               |                  |
| Середньомісячна швидкість вітру, м/с          | 1.93             | 1.96             | 2.87             | 2.98             | 2.63             | 2.46             | 2.46             | 2.36             | 2.21             | 2.12             | 1.90             | 1.52             |                  |
| Середньомісячна сонячна радіація, кДж/м²·день | 8939             | 12181            | 14731            | 18168            | 22231            | 26878            | 25960            | 24028            | 20906            | 15417            | 10885            | 8841             |                  |
| --------------------------------------------- | ---------------- | ---------------- | ---------------- | ---------------- | ---------------- | ---------------- | ---------------- | ---------------- | ---------------- | ---------------- | ---------------- | ---------------- | ---------------- |
| Джерело:                                      |                  |                  |                  |                  |                  |                  |                  |                  |                  |                  |                  |                  |                  |